# 田寶蓉
田寶蓉（?—?），陝西省興安府安康縣人，清朝政治人物、同進士出身。
光緒十八年（1892年），参加光緒壬辰科殿試，登進士三甲76名。同年五月，改翰林院庶吉士。光緒二十一年四月，散館，著以知县即用。